# Altaj (Mongólia)
Altaj (mongolul: Алтай) város Mongólia délnyugati részén, Góbi-Altaj tartomány székhelye.
A tartomány északi felén, Ulánbátortól kb. 1000 km-re, a Han-Tajsir-hegység (Хан Тайширын нуруу) északi részén, 2213 m tengerszint feletti magasságban fekszik. Az ország legmagasabban fekvő tartományi székhelye. Területe 2161 km².
Népessége: 15 741 fő (2000-01-05), 16 542 fő (2010-11-11), 17 194 fő (2020-01-09)
Helytörténeti múzeumát 1947-ben alapították, 1967-ben külön a múzeum céljára épített kétszintes épületbe költöztették. Tíz kiállítótermében a tartomány földrajzát, természeti és ásványi kincseit, régészeti és történeti emlékeit mutatják be.
A várostól 50 km-re északkeletre, a Dzavhan folyón épült 2004–2008-ban az ország első vízerőműve. A kuvaiti segítséggel létesített 11 MW-os Tajsiri vízerőmű a folyó alacsony vízhozama miatt változó teljesítménnyel működik és elsősorban a nyugat-mongóliai kistelepüléseket látja el villamosenergiával.